# Василий Головин
Василий Михайлович Головин (на руски: Василий Михайлович Головин) е руски офицер, генерал-майор. Участник в Руско-турската война (1877-1878).

## Биография
Василий Головин е роден на 23 декември 1831 г. в Санктпетербургска губерния в семейството на потомствен дворянин. Ориентира се към военното поприще. Завършва Новгородския кадетски корпус и е произведен в първо офицерско звание прапоршчик с назначение в 12-а артилерийска бригада (1851).
Участва в Кримската война от 1853-1856 г. Проявява се при отбраната на Севастопол, където получава тежка контузия. Повишен е във военно звание поручик (1854). Награден е с орден „Света Ана“ IV степен с надпис „За храброст“ (1855).
Служи в 6-а артилерийска бригада (1856). Завършва Николаевската академия и е повишен във военно звание полковник с назначение за началник на щаба на 2-ра пехотна дивизия (1871). Командир на 8-и Естляндски пехотен полк от 23 февруари 1877 г.
Участва в Руско-турската война (1877-1878). Бие се храбро при превземането на Ловеч на 22 август 1877 г. В състава на отряда на генерал-майор Михаил Скобелев се отличава в третата атака на Плевен, където получава две тежки контузии и е върнат за лечение в Русия. Награден е с орден „Свети Владимир“ III степен с мечове (1878).
Назначен е за началник на Казанския военен окръг (1879). Повишен е във военно звание генерал-майор от 30 август 1880 г. Уволнява се от армията по болест с пълна пенсия и право да носи униформа (1885).
Умира на 14 юли 1886 г.